# Trachyoribates sexclavatus
Trachyoribates sexclavatus är en kvalsterart som först beskrevs av Sellnick 1925.  Trachyoribates sexclavatus ingår i släktet Trachyoribates och familjen Haplozetidae. Inga underarter finns listade i Catalogue of Life.